# Intan
Intan ist ein weiblicher Vorname. Als Teil der Malaiischen Sprache findet der Vorname in den verschiedenen Sprachversionen des Malaiischen, von denen Indonesisch und Malaysisch die größten sind, Verwendung.

## Bedeutung und Herkunft
Der Vorname entstammt der Malaiischen Sprache und leitet sich von dem altjavanischen Wort hintĕn ab. Das Javanische kennt drei Sprachebenen: die informelle Ebene ngoko (Höherstehende sprechen Niedriggestellte an), eine mittlere Ebene madya und die höfliche und formelle Ebene krama (Niedriggestellte sprechen Höherstehende). Das Wort hintĕn stammt aus der Ebene krama und ist eine Version des Sanskrit हीर (hīra) was Diamant bedeutet.
Als Lehnwort fand es Verbreitung (wahrscheinlich durch malaiische Händler) nach Borneo, den südlichen Philippinen und verschiedene Regionen in Zentral- und Ost-Indonesien.

## Namensträgerinnen
- Intan Nurtjahja (* um 1947), indonesische Badmintonspielerin
- Intan Paramaditha (* 1979), indonesische Schriftstellerin und Dozentin